# Juni Arnekleiv
Juni Arnekleiv (Lillehammer, 17 de febrero de 1999) es una deportista noruega que compite en biatlón. Ganó una medalla de oro en el Campeonato Europeo de Biatlón de 2023, en la prueba de relevo mixto individual.

## Palmarés internacional
| Campeonato Europeo | Campeonato Europeo  | Campeonato Europeo | Campeonato Europeo      |
| Año                | Lugar               | Medalla            | Prueba                  |
| ------------------ | ------------------- | ------------------ | ----------------------- |
| 2023               | Lenzerheide (Suiza) | Medalla de oro     | Relevo mixto individual |